# La Route avec elles
Pour plus de détails, voir Fiche technique et Distribution.
La Route avec elles est un documentaire français réalisé par Anne-Sophie Birot, sorti en 2007.

## Synopsis
Au printemps 2006, sept femmes âgées de 80 à 90 ans, anciennes résistantes déportées pour leurs idées au camp de Ravensbrück, retournent en Allemagne avec un groupe de lycéens.

## Fiche technique
- Titre : La Route avec elles
- Réalisation : Anne-Sophie Birot
- Scénario : Anne-Sophie Birot
- Photographie : Nathalie Durand[1]
- Son : Nathalie Durand
- Montage : Anne Renardet
- Société de production : Société des Possibles
- Pays d'origine :  France
- Durée : 83 minutes
- Date de sortie : France - juillet 2007 (présentation au FIDMarseille)

## Sélection
- 2007 : FIDMarseille[2]